# Michael Lippert (Jurist)
Michael R. Lippert (* 22. September 1943 in Wien) ist ein deutscher Jurist und Ministerialbeamter.

## Leben
Lippert studierte Rechtswissenschaft an den Universitäten in München, Bonn und Würzburg. 1968 legte er das Erste und 1973 das Zweite Juristische Staatsexamen ab. 1972 wurde er an der Würzburger Universität bei Günther Küchenhoff mit dem Dissertationsthema Bestellung und Abberufung der Regierungschefs und ihre funktionale Bedeutung für das parlamentarische Regierungssystem zum Doktor der Rechte promoviert.
Lippert war zunächst wissenschaftlicher Mitarbeiter an der Universität Würzburg. Nach seinem Eintritt in den öffentlichen Dienst war er in Verwaltung und Justiz tätig, zuerst als wissenschaftlicher Mitarbeiter beim Bundesverwaltungsgericht, dann als Beamter im Bundeskanzleramt und beim Presse- und Informationsamt der Bundesregierung. Vom 20. November 1990 bis zum Herbst 1994 amtierte er unter den Ministern Willibald Böck und Franz Schuster als Staatssekretär im Thüringer Innenministerium.
Nach seinem Ausscheiden aus dem Verwaltungsdienst arbeitete Lippert von 1995 bis 2000 für einen Bonner Energiekonzern. Seit 2000 praktiziert er als Rechtsanwalt in Erfurt. Neben seiner beruflichen Tätigkeit ist er Honorarprofessor an der Rechtswissenschaftlichen Fakultät der Friedrich-Schiller-Universität Jena und Direktor des dortigen Institutes für Energiewirtschaftsrecht.